# Uroptychodes epigaster
Uroptychodes epigaster is een tienpotigensoort uit de familie van de Chirostylidae. De wetenschappelijke naam van de soort is voor het eerst geldig gepubliceerd in 2004 door Baba.